# Jailbreak (singolo Thin Lizzy)
Jailbreak è un singolo apparso per la prima volta nell'album della band Thin Lizzy Jailbreak pubblicato nel 1976. Come il successivo singolo The Boys Are Back in Town, la traccia divenne un esempio classico del genere hard rock e riscosse un enorme successo.
La canzone presenta un ritmo pesante e continui scricchiolii di chitarra, armonie create da duetti dei chitarristi, un peculiare uso del pedale wah-wah della batteria di Brian Robertson e un testo di Phil Lynott coerente con la sua personificazione nel "tough guys", visibile anche in The Boys Are Back in Town.
La canzone appare nel film Detroit Rock City nella scena in cui uno dei protagonisti fugge dalla scuola dove la madre lo ha portato.